# Loulou Portefaix
Louise Berthe Amelie Portefaix-Hertzell, känd som Loulou Portefaix, ogift Portefaix, född 11 februari 1935 i Stockholm, död där 24 december 2008, var en svensk balettdansös.
Loulou Portefaix var engagerad vid Kungliga Baletten där hon hade många ballerinaroller, exempelvis i Balanchines Symfoni i C och Mary Skeapings uppsättning av Svansjön. I Birgit Åkessons moderna baletter hade hon också roller och hon alternerade med Mariane Orlando som Isagel i en uppsättning av Karl-Birger Blomdahls Aniara. På grund av en fotskada avbröt hon danskarriären i mitten av 1960-talet. På Dansportalen.se beskriver Anders Jörlén att hon hade en reslig hållning, scenauktoritet och säregen skönhet.
Hon var dotter till skådespelaren och köpmannen Jules Gaston Portefaix och Helga, ogift Wahlgren. Åren 1954–1959 var hon gift med perukmakaren Lars Berg (1928–2012) och 1960–1991 var hon gift med arkitekt Tage Hertzell (född 1928). Hon är begravd i Portefaix familjegrav på Sandsborgskyrkogården i Stockholm.

## Filmografi (urval)
- 1952 – Eldfågeln
- 1953 – Resan till dej
- 1960 – Aniara